# Ахметов, Ринат Леонидович
Рина́т Леони́дович Ахме́тов (укр. Рінат Леонідович Ахметов; тат. Ринат Леонид улы Әхмәтов, род. 21 сентября 1966, Донецк, Украинская ССР, СССР) — украинский предприниматель, политик, экономист, банкир, филантроп, промышленник, миллиардер.
Основатель компании «Систем Кэпитал Менеджмент». С 1996 года президент футбольного клуба «Шахтёр» (Донецк). Народный депутат Верховной рады Украины V созыва (2006—2007) и VI созыва (2007—2012) от «Партии регионов».
Состояние Ахметова в сентябре 2021 года оценено в 10,0 млрд долларов (241-е место в мире, по версии Bloomberg), а на начало 2023 года - в 5,47 млрд долларов (469 место). Ахметов — единственный представитель украинского бизнеса в этом рейтинге. Согласно мировому рейтингу Forbes, в 2021 году Ахметов занял 327 место среди самых богатых людей мира с капиталом 7,6 млрд долларов. В 2022 году он занял 687 место с капиталом 4,3 млрд долларов. В 2023 году Ахметов занял 445 место среди самых богатых людей мира с капиталом 5,7 млрд долларов.

## Биография
Родился 21 сентября 1966 года в татарской семье шахтёра Леонида Алексеевича Ахметова (ум. 1991), уроженца села Сургодь Торбеевского района Республики Мордовия; впоследствии родители переехали в Куйбышевскую область (РСФСР), затем в Донецк. Някия Насрединовна, мать Рината Ахметова, работала продавцом. Старший брат Игорь Леонидович Ахметов (ум. 2021), как и отец, работал в шахте, затем получил тяжёлое профессиональное заболевание и был вынужден оставить работу.
Ахметов получил известность в середине 1990-х годов, сменив на посту президента футбольного клуба «Шахтёр» Ахатя Брагина, погибшего при взрыве на стадионе «Шахтёр» в Донецке 15 октября 1995 года.
В 2001 году окончил экономический факультет Донецкого национального университета по специальности «Маркетинг».
Несмотря на большое влияние в Донецкой области, долгое время сторонился политики. Ситуация изменилась в преддверии «оранжевой революции». На президентских выборах 2004 года Ахметов оказывал поддержку Виктору Януковичу.
Весной 2015 года СМИ распространили со слов Егора Фирсова информацию, что в отношении Ахметова было открыто уголовное производство по факту финансирования терроризма и сепаратизма. Пресс-служба Ахметова эту информацию опровергла. В январе 2015 года генпрокурор Виталий Ярема заявил, что Рината Ахметова в качестве свидетеля допрашивали в Генеральной прокуратуре по делу о финансировании террористических групп в Донбассе. СМИ сообщали, что Ахметов находился в прокуратуре на протяжении шести часов. Позднее Ахметов подтвердил эту информацию в своём комментарии в СМИ, отметив, что к нему больше нет вопросов.
Washington Post в конце 2022 года назвало бизнесмена самым крупным частным донором Украины во время российского вторжения, отметив, что он выделил на помощь более 100 млн долларов

### Политика
В 2006 году Ахметов вошёл в избирательный список Партии регионов на парламентских выборах. По словам лидера фракции Александра Ефремова, Ринат Ахметов предоставил фракции «очень серьёзную поддержку», обеспечив работу аналитических и экспертных групп в парламенте. В парламентских выборах 2012 года Ахметов не участвовал. Тогда же он сообщил, что не собирается прекращать благотворительную деятельность. Позже он называл свой поход в политику ошибкой.
В ноябре 2021 года между Ринатом Ахметовым и президентом Украины Владимиром Зеленским начался конфликт, обозначившийся по нескольким фронтам:
- медийное. Ранее воздерживавшиеся от критики и упоминания неудобных для президента тем медиаактивы предпринимателя начали активно приглашать в эфир его ярых критиков и противников. При этом депутаты Зеленского сами бойкотируют враждебные СМИ[33]. Сам Ахметов утверждает, что не вмешивается в работу телеканалов и что Зеленского критикуют не каналы, а гости, которые приходят туда[34].
- энергетический. Власть обвиняла предпринимателя в том, что лишь 2 из 8 ТЭС выполняют нормы по борьбе с дефицитом угля.
- антиолигархический закон.
- железнодорожные перевозки: тарифы, пересмотр тендера с Укрзализницей, необходимость обновлять парк ж/д вагонов.

11 июля 2022 года Ахметов заявил о том, что принял вынужденное решение о выходе инвестиционной компании SCM из медийного бизнеса. Медиахолдинг "Медиа Группа Украина", объединяющий телевизионные, издательские и new media-проекты SCM, отказался в пользу государства от всех эфирных и спутниковых телевизионных лицензий своих каналов и от лицензий его печатных медиа в Украине. Онлайн-медиа МГУ также прекратили свою деятельность. По словам Ахметова, причиной выхода из медиа стало вступление в силу дискриминационного закона об олигархах.
В июле 2022 года Министр юстиции Украины Денис Малюська заявил, что бизнесмен Ринат Ахметов  вышел из-под двух критериев признания олигархом после выхода из медиа-бизнеса и оставления депутатского мандата его бизнес-партнером Вадимом Новинским.

### Предпринимательская деятельность
В 1995 году по инициативе Рината Ахметова был создан «Донгорбанк» (принадлежал компании «СКМ Финанс»; с 16 июля 2011 года был объединён с ПУМБ).
В 2000 году основал компанию «Систем Кэпитал Менеджмент»; с 7 апреля 2009 года является единственным акционером компании.
СКМ владеет контрольными пакетами акций свыше 500 предприятий, работающих в горно-металлургической, энергетической, телекоммуникационной и транспортной отраслях, в банковском секторе, сельском хозяйстве, в сфере недвижимости и т. д.. Является одним из крупнейших инвесторов в экономику Украины. В 2013 году доля предприятий SCM в ВВП Украины составила 3,9 % (2013). Активы Рината Ахметова кроме Украины представлены в странах Европы и Северной Америки.
Ринат Ахметов — крупнейший украинский плательщик налога на доходы физических лиц, и является одним из ведущих владельцев, чьи бизнесы приносят Украине наибольшие налоговые поступления. В 2011 году он стал крупнейшим налогоплательщиком среди физических лиц, уплатив 67,8 млн грн подоходного налога. И сохранил первенство в последующие годы, в частности заплатив 379,8 млн грн совокупно за 2012—2014 годы. В 2018 году 90,2 млрд грн отчислений SCM составили 22,6 % всех поступлений в государственный бюджет Украины.
11 июля 2022 года объявил о передаче государству «Медиа Группы Украина» из-за вступления в силу закона о деолигархизации. Позже было уточнено, что речь идёт о возврате лицензии на вещание.
В 2022 году Ахметов как физическое лицо уплатил в бюджеты всех уровней порядка 1,8 млрд грн налогов за 2021 год.
Предприятия SCM в первом полугодии 2022 года перечислили в государственный бюджет около 1,2 млрд евро налоговых отчислений, став крупнейшим частным налогоплательщиком в стране в условиях войны.
По результатам 12 месяцев 2023 года украинские, ассоциированные и совместные предприятия SCM уплатили 66,4 млрд грн налогов и сборов в бюджеты всех уровней ($1,8 млрд).
Главные активы Рината Ахметова находятся на Востоке и Юге Украины. С начала войны он потерял две трети своего состояния: это утраченные металлургические, энергетические и аграрные мощности.
Всего ВС РФ разрушили около 70 предприятий Рината Ахметова.
Азовсталь и ММК им. Ильича в Мариуполе были основой металлургического бизнеса Ахметова. Другие же металлургические предприятия, «Запорожсталь» и «Каметсталь», существенно сократили свое производство.
Компания ДТЭК Ахметова потеряла 70 % зелёной генерации и 30 % тепловой генерации. ДТЭК занялся ввозом сжиженного газа из США в 2024 году.
При этом за 12 месяцев 2023 года инвестиционная группа SCM Рината Ахметова направила на капитальные инвестиции и модернизацию в Украине более 32 млрд грн (или $0,8 млрд). За время войны СКМ увеличила инвестиции в 1,5 раза. В 2024 году на развитие безопасности ключевых предприятий был направлен почти 1 млрд долларов США.

### Благотворительность
По мнению Н. Колосовой, Ринат Ахметов является одним из первых, кто в современной украинской благотворительности, перешёл от стихийной помощи к системному подходу. С 2006 года он среди ведущих филантропов Украины, и, согласно различным данным, занимает первые места по объёму средств, выделенных на благотворительность.
В 2005 году по инициативе Рината Ахметова был создан корпоративный благотворительный фонд СКМ «Развитие Украины» (с 2018 года — Фонд Ахметова). Основные направления деятельности: здоровье нации, семья, адресная помощь, динамичная культура, современное образование. С марта 2008 года фонд отделён от компании и действует как личный благотворительный фонд Рината Ахметова (оставаясь постоянным партнёром СКМ), и является одним из самых известных благотворительных организаций Украины.
В августе 2014 года на базе Фонда «Развитие Украины» был создан Гуманитарный штаб Рината Ахметова «Поможем», предоставляющий гуманитарную помощь в виде взрослых и детских продуктовых наборов, медикаментов, психологической помощи гражданам. За три года штаб спас от гибели, голода и болезней более 1 млн 139 тыс. человек на востоке Украины и стал крупнейшей гуманитарной миссией в стране. Силами штаба было эвакуировано более 39 тыс. человек из зоны боевых действий. С февраля 2017 года штаб работал только на подконтрольных Украине территориях. В Донецкой области Штаб является одной из двух наиболее известных благотворительных организаций (2018). В начале 2020 года из-за пандемии коронавируса и невозможности доставлять продуктовую помощь в связи с карантинными ограничениями, штаб приостановил выдачу продуктовых наборов. В общем за время работы штаба, мирные жители в зоне конфликта получили около 12,5 млн продуктовых наборов. Около 3,5 млн украинцев получили гуманитарную  помощь.
В 2019 году украинские больницы получили 200 «скорых» по решению бизнесмена.
В марте 2020 года Ринат Ахметов стал финансово помогать в борьбе с COVID-19. После встречи с президентом Украины Владимиром Зеленским он стал куратором ряда областей (Донецкая, Ивано-Франковская, Луганская, Львовская) и отдельных городов (Кривой Рог). В феврале 2020 Ахметов выделили 300 млн грн на борьбу с коронавирусом. Его бизнесы и фонд в общем потратили более 500 млн грн и закупили более 200 аппаратов ИВЛ.
С началом полномасштабного вторжения России в феврале 2022 года деятельность Фонда, бизнесов Ахметова и футбольного клуба «Шахтер» сосредоточена на гуманитарной помощи в рамках штаба «Спасаем жизни» и инициативы «Стальной Фронт Рината Ахметова», направленной на укрепление обороноспособности Украины и материального обеспечения ВСУ и других сил обороны.
По состоянию на январь 2023 общий объем помощи с 24.02.2022 составил 4,3 млрд грн. По состоянию на август 2023 бизнесы SCM, Фонд Рината Ахметова и футбольный клуб «Шахтер» передали на помощь стране, военным и мирным людям уже 5,5 млрд грн (165 млн евро).

### ФК «Шахтёр»
11 октября 1996 года стал президентом футбольного клуба «Шахтёр». С тех пор команда 14 раз становилась чемпионом страны, пятнадцать раз выигрывала Кубок Украины, девять раз побеждала в матче за Суперкубок Украины, а также впервые в истории Украины завоевала Кубок УЕФА.
В 1999 году по инициативе Рината Ахметова была создана Академия ФК «Шахтёр» и открыты несколько её филиалов для подготовки игроков высочайшего уровня.
В 2009 году в Донецке был открыт футбольный стадион «Донбасс Арена», способный вместить 50 тыс. зрителей. «Донбасс Арена» была признана лучшим стадионом Евро-2012, и попала в рейтинг 25 лучших стадионов за всю историю Лиги Чемпионов.
8 мая 2011 года с целью увековечить достижения футболистов и тренеров команды была открыта Аллея славы ФК «Шахтёр»; на мероприятии Ахметов произнёс приветственное слово. 14 мая 2011 года состоялось шоу, посвящённое 75-летнему юбилею «Шахтёра», которое готовили около 2000 человек, и посетили более 52 000. Шоу вела голливудская актриса Мила Йовович, в конце выступила певица Бейонсе Ринат Ахметов в своей речи-импровизации поблагодарил ветеранов команды, болельщиков, тренера команды Луческу и президента Януковича, слушавшие его болельщики встретили его слова овациями.
В условиях усугубившегося политического кризиса и начала войны на востоке Украины клуб вынужден был в мае 2014 года покинуть Донецк. С весны 2014 года тренировочная база находится в Киеве. Домашний стадион попеременно дислоцировался во Львове («Львов-Арена», 2014—2017), Харькове («Металлист», 2017—2020), Киеве (НСК «Олимпийский», с 2020 года). В 2022 году в связи с невозможностью принимать международные матчи из-за войны Шахтер арендовал стадион в Варшаве.
С августа 2014 года и до потери контроля над стадионом в 2017 году «Донбасс Арена» была центром распределения гуманитарной помощи Гуманитарного штаба «Поможем» Фонда Рината Ахметова. Более сотни волонтёров практически круглосуточно разгружали продукты питания, собирали из них индивидуальные наборы, и передавали их нуждающимся жителям Донбасса.
В ходе войны на Востоке Украины стадион получил многочисленные повреждения из-за попадания снарядов. Тем не менее, пока это было возможно, на стадионе продолжалась работа по формированию и распределению гуманитарной помощи.
23 августа 2014 «Донбасс Арена» пострадала сильнее всего, после чего на официальном сайте ФК «Шахтёр» было опубликовано заявление Рината Ахметова о том, что ради восстановления мира в Донбассе он готов пожертвовать не только стадионом:

Пострадавшее здание, даже такое, как «Донбасс Арена», — мелочь по сравнению с настоящей ценностью — человеческими жизнями. Сегодня самое главное — остановить войну, спасти жизни детей, женщин, стариков, всех жителей Донбасса.

### Реконструкция Андреевского спуска в Киеве
В апреле 2012 года одна из компаний, принадлежащих Ринату Ахметову, разрушила три дома в историческом центре Киева, что вызвало большой общественный резонанс. Снос зданий на территории заповедника «Древний Киев» нарушил распоряжение КГГА № 979 от 17.05.2002 г. 11 апреля 2012 года под офисом Ахметова прошёл митинг, в котором участвовали сотни людей. После акций протеста киевлян, 11 апреля 2012 года представитель «ЭСТА Холдинг» принесла свои извинения, отметив, что застройщик признаёт свои ошибки. Было сказано, что строительство приостанавливается. Ринат Ахметов поблагодарил неравнодушных к судьбе Андреевского спуска киевлян, выступавших против разрушения зданий, и пообещал не разрушать архитектурный облик улицы, а участвовать в его восстановлении.
В связи с началом активных боевых действий на Донбассе в 2014 году и увеличением количества переселенцев из восточного региона Украины во дворе бывшей фабрики «Юность» был организован крупнейший волонтёрский центр «Кожен може допомогти». Компания ЭСТА Холдинг передала принадлежащую ей территорию волонтёрам для обустройства пункта гуманитарной помощи вынужденным переселенцам из зоны АТО. Основательницей центра помощи стала киевский режиссёр и активист Волонтёрской сотни Леся Литвинова. Позже к Лесе присоединились другие активные киевляне, среди которых — создатель бюро экскурсий «Интересный Киев» Арсений Финберг. В течение трёх месяцев работы пункта компанией ЭСТА Холдинг было потрачено более трёхсот тысяч гривен на его благоустройство.

### Реакция на вторжение на Украину
Ринат Ахметов сказал 16 февраля 2022 года: 

«Я уже не раз говорил и ещё раз скажу: счастливый Донецк, счастливый Донбасс может быть только в единой и счастливой Украине». 
21 февраля РФ заявила о признании ЛДНР и начала ввод на Донбасс российских войск.
22 февраля, когда сотни людей вышли на улицы Мариуполя в знак протеста против действий России, Ринат Ахметов призвал к единству власти, бизнеса, граждан Украины и объявил об уплате компанией СКМ налогов вперёд на сумму 1 млрд грн. (34 миллиона долларов США), чтобы укрепить государственные финансы.

24 февраля началось полномасштабное вторжение российских войск на Украину. Ринат Ахметов заявил: 
Россия — страна-агрессор, а Путин — военный преступник. Потому что Украина всегда была мирной страной и никогда ни на кого не нападала. А сегодня в нашей стране разрушают посёлки, города и инфраструктуру, гибнут и страдают мирные люди.
Позже завод «Азовсталь» в Мариуполе был разрушен российскими военными.
Ахметов, владелец «Азовстали» и ММК им. Ильича, сообщил, что оба завода находятся под контролем Украины, но временно остановлены: «Русские войска превращают Мариуполь в руины, убивают мариупольцев и бомбят заводы. Ни при каких условиях эти заводы не будут работать под российской оккупацией». Бизнесмен также заявил, что покидать страну не намерен.
В 2022 году из-за российского вторжения его состояние сократилось с почти 14 до менее 6 млрд долларов всего за две недели и, вероятно, может быть намного меньше, считает Forbes США.
26 февраля Ринат Ахметов направляет 150 миллионов гривен на помощь: «Украина в беде, и каждый из нас делает все, что может, чтобы помочь нашей стране. Я помогал, помогаю и буду помогать народу Украины»

По его словам, полное прекращение огня, полный вывод российских войск с территории Украины и полное восстановление международно-признанных границ, включая Крым и Донбасс станут победой для его страны: 
Мой фонд помогает украинцам выживать, предоставляя воду, еду, лекарства и любую помощь, которую мы можем оказать здесь и сейчас. Предприятия SCM помогают армии и силам территориальной обороны защищать наш суверенитет, нашу свободу и независимость и побеждать в войне <…> Я работаю со своей компанией и своими людьми. Я делаю все, что могу. Я уверен, что другие люди делают то же самое.
На 23 марта 2022 года финансовая помощь предприятий СКМ составила более 600 млн грн. В частности, по состоянию на 23 марта SCM выделила 100 млн грн. в помощь теробороне Киева, Метинвест приобрёл для ТРО средства защиты на 330 млн грн, ПУМБ направил на ВСУ и ТРО 69,4 млн грн, YASNO выделил 5 млн грн на гуманитарную помощь, Укртелеком предоставил 18,4 млн грн на помощь ВСУ и ТРО, HarVeast Holding предоставил 600 тыс. грн помощи ВСУ, Lemtrans предоставил 20 млн грн в помощь ВСУ и 650 тыс. грн на ТРО, ФК «Шахтёр» передал ВСУ одежду на сумму свыше 1 млн грн, ДТЭК предоставил 1,05 млн грн на нужды ТРО и детских больниц Киева.
Как сообщает британская газета Financial Times, Ринат Ахметов с начала полномасштабной войны РФ против Украины выделил на нужды Вооруженных сил и на гуманитарную помощь населению 100 млн евро.
Также Ринат Ахметов выделил из собственных средств финансовую помощь в размере 60 млн гривен профессиональным лигам Украины и детским футбольным проектам, которые оказались в сложнейшей ситуации из-за войны в Украине.
На январь 2023 года бизнесы SCM, Фонд Рината Ахметова и футбольный клуб «Шахтер» оказали помощь Украине, военным и гражданским на 5 млрд грн или около 150 млн долларов. Помощь охватила более 18 млн человек по всей стране. По состоянию на июль 2023 года, его компании направили 5,5 млрд грн в помощь Украине.
За два года с начала полномасштабного вторжения бизнесы SCM, Фонд Рината Ахметова и футбольный клуб «Шахтер» передали на помощь стране, военным и мирным людям уже более          7,6 млрд грн (более $223 млн).
Фонд Рината Ахметова и инициатива бизнесов SCM «Спасение жизней» оказывают помощь вынужденным переселенцам и жителям деоккупированных территорий, заботятся о шелтерах и оказывают поддержку местным администрациям. За год войны было направлено продуктовые наборы, медикаменты, предметы первой необходимости почти 440 тыс. украинцев.
«Стальной фронт Рината Ахметова» – инициатива, направленная на укрепление обороноспособности Украины и материального обеспечения Вооруженных сил Украины и других сил обороны во время российского вторжения в Украину 2022 года.
В январе 2023 г. Ахметов объявил о запуске проекта «Сердце «Азовстали» – для помощи защитникам Мариуполя и семьям погибших воинов, на который выделил 1 миллиард гривен.
Предприятия группы оказывают комплексную помощь по многим направлениям.
По состоянию на январь 2023 года в рамках милитари-инициативы «Стальной фронт Рината Ахметова» передано более 1200 дронов, 766 автомобилей и спецмашин, 189 тысяч единиц защитной амуниции, в том числе 170 тысяч бронежилетов, 959 тыс. шт продуктовых наборов, 2 млн единиц медикаментов, 596 тысяч литров топлива для нужд ВСУ, ТРО, громад.
По состоянию на февраль 2024 года в рамках милитари-инициативы «Стальной фронт Рината Ахметова» передано более 5000 дронов, 1200 автомобилей и спецмашин, 1,2 миллионов литров топлива. 
Энергетический холдинг ДТЭК обеспечивает бесплатные поставки электричества медицинским учреждениям, военным и силовым структурам, производителям хлеба. Предоставляет складские помещения под гуманитарную помощь, бомбоубежища, обустраивает и снабжает их провизией, генераторами, медикаментами и т. д.
За полгода войны ДТЭК вернул свет 3,8 млн домохозяйств в Киеве и 4 областях Украины, энергетики ДТЭК оперативно возвращают свет в населенные пункты.
После того как Россия ударила ракетами по украинским электростанциям и подстанциям в Харьковской и Днепропетровской областях, оставив без света потребителей пяти областей, Ринат Ахметов и группа ДТЭК приняли решение помогать восстанавливать свет по всей Украине, даже в тех регионах, где нет сетей ДТЭК.
С начала войны группа ДТЭК Ахметова предоставила более 100 критическим военным и медицинским учреждениям в Киеве, Днепропетровской и Донецкой областях бесплатную электроэнергию более чем на 350 млн грн.
Металлургическая Группа Метинвест, в свою очередь, подготовила около 5500 спальных мест для переселенцев, снабжает беженцев питьевой водой, пищевыми продуктами и лекарствами.
На конец августа Метинвест сообщал о 6000 мест временного проживания для сотрудников на своих соцобъектах. Жителей шелтеров снабжают горячим питанием, продуктами и гигиеническими наборами. Ещё в шести громадах Днепропетровщины и Кировоградщины компания подготовила 850 мест для проживания людей.
Метинвест разработал и производит специальный состав стали, из которого изготавливают защитные пластины для бронежилетов. Военным, теробороне, спасателям и силовикам уже передано 170 тыс. штук.
Последняя авторская разработка специалистов «Метинвеста», которую отметили Bloomberg, — это модульные укрытия для блиндажей. Это спецукрытия для укрепления окопов, которые представляют собой полноценное полевое жилье, её производство обходится в 200 000 гривен ($5000). Как и всё другое оборудование и экипировку, «Метинвест» передает модульные укрытия военным бесплатно. Уже изготовлено 330 таких укрытий.
Кроме того, Метинвест изготовил и передал ВСУ более 250 единиц фальшивой артиллерии для дезориентации врага, а бойцы на самых горячих направлениях получили 32 специальных стальных укрытия для бронетехники, которые называют "ловцами ланцетов".
Предприятия SCM активно помогают подразделениям ВСУ, теробороны, Национальной гвардии, Национальной полиции, Главного управления разведки и других силовых подразделений. Также Метинвест заботится о защите для мобилизованных на военную службу сотрудников, работников коммунальных предприятий, спасателей, военных медиков, представителей национальных СМИ, которые работают в зоне боевых действий, предоставляя транспорт, дроны, защитные инженерные сооружения, экипировку, средства защиты и медицинскую помощь
.
ФК «Шахтер» оборудовал стадион «Львов Арена» в пространство для беженцев Shelter Centre на «Арене Львов» был открыт 9 апреля 2022 года и с тех пор принял более 2 тысяч переселенцев из разных регионов Украины
Ахметов со своим «стальным фронтом» предоставляет защитникам Украины действительно самую масштабную поддержку. При этом бизнесы и именной Фонд Ахметова не занимаются сбором денег, а передают на милитарную помощь собственные средства.
В июне 2022 года Ринат Ахметов подал иск против Российской Федерации в Европейский суд по правам человека (ЕСПЧ) о компенсации ущерба, нанесенного его активам военной агрессией России против Украины.
В апреле 2023 года Ахметов заявил, что также потребует от России компенсации всех убытков, причиненных ему в результате вмешательства в деятельность или в результате экспроприации активов и инвестиций так называемыми «ДНР» и «ЛНР» под руководством или контролем России в 2014-2017 годах. Вырученные деньги будут в будущем направлены на восстановление Украины.
В июле 2023 года Басманный районный суд Москвы наложил арест на российские активы Рината Ахметова по уголовному делу о финансировании ВСУ.
По состоянию на февраль 2025 года он предоставил гражданскому населению и силам обороны Украины помощи на 315 миллионов долларов.
По данным исследования NV в апреле 2025 года крупнейшим донатором в Украине среди бизнес-групп, стала группа компаний СКМ Рината Ахметова.

#### Оценка действий России
В интервью Радио Свобода в марте 2022 г. Ахметов отметил, что самое страшное в войне России против Украины то, что страдают и гибнут мирные люди. А военная агрессия России — это военное преступление и преступление против человечности в отношении Украины и украинцев.
На вопрос Экономической правды по отношению к Путину и России Ахметов отметил, что «Россия — страна-агрессор, а Путин — военный преступник. Потому что Украина всегда была мирной страной и никогда ни на кого не нападала».
В интервью американскому Форбсу в марте 2022 г. Ахметов отметил: «То, что происходит — военное преступление и преступление против человечества в отношении Украины и украинцев. Которым нет ни объяснений, ни оправданий».

#### Видение победы для Украины
В интервью Форбс Украина Ахметов отметил, что победа для Украины это «полное прекращение боевых действий, полный вывод российских войск с территории Украины и полное восстановление государственных границ Украины в пределах, признанных международным правом. То есть включительно с Крымом и Донбассом».
По версии издания “Новое Время”, является самым большим донором ВСУ. Более 12 тысяч сотрудников его бизнесов стали в ряды Вооруженных сил Украины. По состоянию на февраль 2024 года, погибли 846 работников (военных и мирных), 97 человек пропали без вести, а 69 попали в плен.

#### Планы по восстановлению страны
В комментарии Радио Свобода Ахметов заявил, что он уверен в том, что придет время, когда украинцы отстроят Украину, и заверил, что лично будет инвестировать все свои силы и средства, чтобы Украина восстановилась и стала процветающей страной.
В ноябре 2024 года стало известно, что ДТЭК получит 62,8 млн евро от Европейской комиссии и 46,1 млн долларов США от правительства США на восстановление объектов, разрушенных в результате российских атак, и подготовку электростанций к предстоящей зиме.

## Семья
- Отец: Леонид Алексеевич Ахметов был шахтёром, умер в 1991 году от болезни лёгких[175].
- Мать: Някия Насрединовна Ахметова — председатель наблюдательного совета АО «СКМ».
- Старший брат: Игорь Леонидович Ахметов (умер 23.01.2021)[14].
- Жена: Лилия Ахметова (урождённая Смирнова; род. 1965) — председатель ревизионной комиссии АО «СКМ».
- Дети:
  - Сын: Дамир Ахметов (род. 9 сентября 1988), входит в наблюдательный совет холдинга ДТЭК[176] (с 2011 г.), а также в набсовет компании Метинвест[177] (с апреля 2012 г.). 14 апреля 2017 года стало известно, что у сына Дамира и его жены Дианы родилась дочь.
  - Сын: Алмир Ахметов (род. 1997).

## Происхождение капиталов
Происхождение капиталов Ахметова и его соратников рассматривается довольно подробно. Сам Ринат Ахметов об этом сказал на пресс-конференции в агентстве «Интерфакс-Украина» в 2006 году: «Как я вам сказал, в 1992—95 годы был период неформальной экономики. Нами была создана компания „Арс“. Мы занимались торговлей углём. Вот именно в эти годы я заработал первый миллион».
В 2007 году вышел документальный фильм тележурналиста Владимира Арьева «Донецкая мафия. Перезагрузка», в котором высказывается предположение о криминальном происхождении капиталов и карьеры Ахметова, однако юридических доказательств его связи с криминальным миром так и не было предоставлено.
В 2007 году швейцарская газета Neue Zürcher Zeitung опубликовала статью, касающуюся начала карьеры Рината Ахметова в 1990-е годы. Позже газета опровергла заявления в полном объёме: «не существует связи между Ахметовым… и организованной преступностью на Украине» и «экономический успех Ахметова не основывается ни в коем случае на уголовно приобретённом стартовом капитале».
В 2007 году ежедневная англоязычная газета на Украине Kyiv Post напечатала статью, касающуюся деловых операций Ахметова. В 2008 году Kyiv Post опубликовала извинения: «детально изучив информацию, мы пришли к выводу, что данные обвинения в адрес г-на Ахметова были неправдивы и безосновательны».
В апреле 2007 года представляющие интересы Рината Ахметова американская юридическая компания Akin Gump Strauss Hauer & Feld и британская юридическая компания Schillings заявили, что

30 марта (2007 года) они подали иск в лондонский Высший суд правосудия против группы журналистов интернет-издания «Обозреватель» по делу о клевете на своего клиента. В исковом заявлении упомянуты четыре материала Татьяны Чорновол — «Безобидное? Об Ахметове можно только обидное. Но я не буду», «Ахметов работал в 'ночную смену'. Начинал с вокзала», «В Рината Ахметова стреляли. Правдивая история олигарха» и «Ринату Ахметову помог взлететь мёртвый Утёнок».
В письме Akin Gump Strauss Hauer & Feld к редакции «Обозревателя» сказано: «В этих статьях (Татьяны Чорновол.-Ъ) говорится, что господин Ахметов после окончания школы вёл немиролюбивый способ жизни, впервые заработал свой капитал, будучи членом преступной группировки, насильственными и криминальными способами, в том числе с помощью взяточничества, стал причастным к жестокой расправе и причинению мук человеку, который отказался заплатить большую сумму денег, вместе со своим братом контролировал собственный посёлок с помощью запугивания, использования оружия и нападений на людей в их собственных квартирах, которые потом грабились, а также вымогал деньги у боссов коммунистической партии во время азартных игр».

В 2008 году судебное решение было получено от Верховного Суда в Лондоне в отношении украинского интернет-издания «Обозреватель», которое отказалось отозвать ложные и клеветнические заявления, утверждая, что Ринат Ахметов был связан с криминальной деятельностью и насилием. Следуя судебному решению, «Обозреватель» опубликовал официальные извинения: «Редакция признаёт, что статья содержит непроверенную и лживую информацию о г-не Ахметове… Мы приносим извинения г-ну Ахметову за неприятности, доставленные ему данной публикацией».
В 2010 году интернет-сайт www.GoLocalProv.com, расположенный в Провиденсе (штат Род-Айленд), опубликовал обвинения, подобные тем, от которых отказался «Обозреватель».
18 января 2010 года газета «Le Figaro» опубликовала статью, написанную Ариэль Тедрель под названием «Donetsk, bastion russe en Ukraine». 28 января того же года газета опубликовала опровержение: «„Фигаро“ признаёт, что не имеет никаких доказательств этих утверждений, сожалеет, что такие утверждения были сделаны, и приносит свои извинения господину Ахметову за любой ущерб, который был ему нанесён»
В конце 2022 года Ахметов дал интервью американскому The Washington Post, где он рассказал о становлении своего бизнеса после развала Советского Союза и начале приватизации. Как утверждает бизнесмен, государственная собственность тогда была в полном упадке. Государство было самым худшим и коррумпированным управленцем. Большинство своих активов он покупал на вторичном рынке, уже после приватизации. В результате чего Ахметов  со своей командой модернизировали производство и стали завоёвывать мировые рынки в условиях жёсткой конкуренции.

## Утрата активов на территории ДНР и ЛНР в 2017 году
В начале марта 2017 года руководство непризнанных ЛНР и ДНР объявило о введении «внешнего управления» на предприятиях, зарегистрированных на Украине. В списке ДНР 43 предприятия, большинство из которых принадлежат структурам Ахметова, в частности это: «Енакиевский металлургический завод», «Харцызский трубный завод»; шахта «Комсомолец Донбасса», Зуевская ТЭС, Донецкоблэнерго; «Укртелеком», Украинская акционерная страховая компания «АСКА» (продана в 2022 году), банк ПУМБ, корпорация «Межрегиональный промышленный союз», стадион «Донбасс-Арена», редакция газеты «Донецкие новости», гостиницы «Донбасс-Палас» и «Park Inn by Radisson Donetsk». В списке ЛНР: угледобывающие предприятия «Краснодонуголь», «Ровенькиантрацит», «Свердловантрацит».
Руководство непризнанных республик заявило, что решение было принято в ответ на блокаду торговли с республиками, организованную некоторыми общественными организациями Украины.

## Рейтинги
| В рейтингах журнала «Корреспондент» «Топ-50 самых богатых украинцев» Ринат Ахметов регулярно занимает первое место - 2006 — 11,8 млрд $ - 2007 — 15,6 млрд $ - 2008 — 31,1 млрд $ - 2009 — 9,6 млрд $ - 2010 — 17,8 млрд $ - 2011 — 25,6 млрд $ - 2012 — 17,8 млрд $ - 2013 — 18,3 млрд $ - 2014 — 10,1 млрд $ - 2019 — 7,7 млрд $ - 2020 — 7,7 млрд $ - 2021 — 8,5 млрд $ | Согласно ежегодному рейтингу журнала «Forbes» его состояние составляло - 2006 — 1,7 млрд $ (№ 451 в мировом списке миллиардеров); - 2007 — 4 млрд $ (№ 217); - 2008 — 7,3 млрд $ (№ 127); - 2009 — 1,8 млрд $ (№ 397); - 2010 — 5,2 млрд $ (№ 148); - 2011 — 16 млрд $ (№ 39). - 2012 — 16 млрд $ (№ 39) - 2013 — 15,4 млрд $ - 2014 — 11,2 млрд $ - 2015 — 6,7 млрд $ (— 5,8 млрд $; № 201). - 2017 — 4,6 млрд $ (№ 359) - 2018 — 5,5 млрд $ (№ 334) - 2019 — 6 млрд $ (№ 272) - 2020 — 2,4 млрд $ (№ 875) - 2021 — 7,6 млрд $ (№ 327) - 2022 – 4,3 млрд $ (№ 687) - 2023 – 5,7 млрд $ (№ 442) - 2024 - 4 млрд $ (№ 785) - 2025 - 7,9 млрд $ (№ 390) |

Оценка журнала Forbes относится не к личному капиталу Рината Ахметова, а к стоимости активов Группы «СКМ», прибыль от деятельности которой традиционно не распределяется, а ежегодно направляется на дальнейшее развитие бизнеса.
Впервые в глобальный рейтинг «Forbes» Ринат Ахметов попал в 2005 году с состоянием в $ 2,4 млрд. Согласно «Форбс Украина», состояние Рината Ахметова достигло пика в 2013 году.
В 2021 году, согласно рейтингу издания «НВ» («ТОП 100 самых богатых украинцев»), состояние Рината Ахметова составило $ 11,5 млрд.

## Звания и награды
- Орден князя Ярослава Мудрого V ст. (2010)[227]
- Полный кавалер ордена «За заслуги» — I ст. (2006)[228], II ст. (2004)[229], III ст. (2002)[230]
- Заслуженный работник физической культуры и спорта Украины (1999)[231]
- Награждён медалью «Шахтёрская слава» I—III степеней, золотой медалью Чемпионата Украины по футболу (2002, 2005, 2006, 2008, 2010, 2011, 2012 гг.)
- Награждён Президентом Пакистана за заслуги перед Пакистаном «Звездой Пакистана» (2007)[232]
- Лауреат премии «Признание» — «за весомый вклад в меценатство»
- В 2006 году Ринату Ахметову было присвоено звание «Почётный гражданин Донецка»[233].
- В 2008 году было присвоено звание «Почётный гражданин Харьковской области»[234].
- Награда УЕФА «Football Leadership Award» (2021)[235]

## Киновоплощения
- В сериале «Слуга народа» роль олигарха Рустема Маматова, прототипом которого был Ринат Ахметов[236], исполнили актёры Олег Масленников (1 сезон) и Владимир Горянский (2-3 сезоны).

## Факты
- Владелец «Донецкого пивзавода» Юрий Павленко погиб вскоре после того, как Ахметов заинтересовался покупкой завода, который затем был куплен структурами Ахметова и переименован в «Сармат»[237][238][239][240][241].
- В детстве серьёзно занимался боксом[242], играл в регби. С того времени у него хранится множество наград и дипломов[243].
- Любимой карточной игрой Ахметова является «Дурак». По его словам, эта игра тренирует мозги[244].
- Стадион «Донбасс Арена» был построен благодаря своему французскому «собрату» «Стад де Франс». Ахметов побывал там на матче сборных Франции и Украины в 1999 году и был настолько впечатлён, что ему захотелось построить нечто подобное в Донецке[245][246].